# Shadow Racing
Shadow Racing je bivša momčad i konstruktor Formule 1, koja je u tom natjecanju sudjelovala od 1973. do 1980.

## CanAm serija
Momčad je osnovao Don Nichols u Kaliforniji 1968. pod imenom Advanced Vehicle Systems, a bolidi koje je dizajnirao Trevor Harris nazvani su Shadows. Od 1968. do 1972. momčad se natjecala u CanAm seriji s Georgeom Follmerom i Vicom Elfordom kao vozačima. Kasnije se momčadi pridružio i Jackie Oliver, koji je 1974. osvojio naslov prvaka u toj seriji u bolidu Shadow DN4 sa Shadow DN4A-Chevrolet motorom. Drugoplasirani te sezone u istom bolidu je bio Follmer. 

## Formula 1
Krajem 1972. Nichols se odlučio za sudjelovanje u Formuli 1 s Universal Oil Products (UOP) kao glavnim sponzorom. Bolide je dizajnirao Tony Southgate, čovjek koji je dizajnirao i BRM P160B s kojim je Jean-Pierre Beltoise na VN Monaka 1972. ostvario jedinu pobjedu.
Nakon što na prve dvije utrke 1973. Shadow nije nastupao, već na trećoj utrci sezone na VN Južne Afrike, Follmer je osvojio prvi bod, a na sljedećoj VN Španjolske i prvo postolje. Još jedno treće mjesto na VN Kanade za Olivera bilo je dovoljno da momčad završi prvu sezonu na 8. mjestu s devet bodova. Momčad je za 1974. potpuno promijenila postavu te dovela Jean-Pierra Jariera i Petera Revsona. No tjedan dana uoči utrke na Kyalamiju, Revson je poginuo testirajući svoj bolid. Prednja osovina na njegovom bolidu je pukla, te je Revson izletio sa staze i udario u zaštitnu ogradu nakon čega se njegov bolid zapalio. Na VN Monaka, Jarier je osvojio treće mjesto, a na VN Švedske peto mjesto. Još jedan bod donio je Tom Pryce s VN Njemačke. Shadow je kao i prethodne sezone završio na 8. mjestu, no ovoga puta s dva boda manje.
Sezona 1975. je bila jedna od najboljih za Shadow. Sva tri pole positiona u Formuli 1, momčad je osvojila ove sezona, Jarier dva i Pryce jedan. No nisu uspjeli pobijediti. Jarier na VN Argentine nije ni startao zbog problema s transmisijom, a na VN Brazila je prvo izgubio vodeće mjesto od Carlosa Reutemanna u Brabhamu, da bi nakon četiri kruga opet zasjeo na vodeću poziciju. Osam krugova prije kraja Jarier je odustao zbog problema s dotokom goriva. Jedino postolje osvojio je Pryce na VN Austrije, a momčad je s 9,5 bodova završila na 6. mjestu. Jedno postolje osvojio je Pryce i 1976. na VN Brazila, te sa sveukupno deset bodova, Shadow je završio na 8. mjestu. Sve bodove za momčad te sezone je osvojio Pryce.
Sljedeće 1977. momčad je promijenila čak sedam vozača koji su osvojili ukupno 23 boda, od kojih je Alan Jones osvojio čak 21 bod, a po bod su osvojili Renzo Zorzi i Riccardo Patrese. Shadow je te sezone ostvario jedinu pobjedu, te sezonu završio na 7. mjestu. Nakon loših nastupa prethodne sezone, Jariera je zamijenio Zorzi, koji je na drugoj utrci u Brazilu osvojio bod. 

## Vozači
Jackie Oliver (1973., 1977.)
 George Follmer (1973.)
 Brian Redman (1973.-1974.)
 Peter Revson (1974.)
 Bertil Roos (1974.)
 Tom Pryce (1974.-1977.)
 Jean-Pierre Jarier (1974.-1977.)
 Renzo Zorzi (1977.)
 Alan Jones (1977.)
 Riccardo Patrese (1977.)
 Arturo Merzario (1977.)
 Hans-Joachim Stuck (1978.)
 Clay Regazzoni (1978.)
 Jan Lammers (1979.)
 Elio de Angelis (1979.)
 Stefan Johansson (1980.)
 Geoff Lees (1980.)
 David Kennedy (1980.)